# 百度日本
百度日本（日语：バイドゥ株式会社）是中國大陸的網路業者百度公司在日本的分公司，这是百度首次进军海外市场、启动国际化战略的第一站。但目前百度日本的市场占有率处在较低水平，远远不如雅虎日本和Google。

## 简介
百度日本在2006年12月成立，2007年3月推出本地化的搜索服务「Baidu.jp」。但在2007年4月疑似因为含有色情內容而被GFW屏蔽，據信是由於中國國內網絡本身便具有屏蔽色情內容的功能，因此百度在將搜索引擎移植到日本時並未添加詞彙過濾功能。2008年8月1日，雅虎日本负责所有的搜索产品、主管搜索业务的副总裁井上俊一宣布跳槽百度，随后百度宣布任命其担任百度日本总裁。2009年3月10日，为了让日本民众能够更加熟悉，百度日本由百度株式会社更名为バイドゥ株式会社（读音相同）。2013年12月，有人发现日文输入软件“百度输入法”在未经用户许可的情况下向百度自有服务器发送输入字符信息。百度日本将数据发送到自己的服务器，但仅解释说是为了提高输入准确性
2015年3月，百度日本正式停止在日本的搜索业务。百度日本仍在运营受欢迎的Simeji表情和日文输入法。

## 服务和产品
- 网页搜索（已停止服务）
- 百度日文输入法
- 图片搜索（已停止服务）
- 视频搜索（已停止服务）
- 百度日本贴吧（てぃえば）（已停止服务）[10]
- 百度日本文库（Baiduライブラリ）（已停止服务）
- 百度日本手機版（Baiduモバイル）（已停止服务）
- Simeji

## 相关事件
经过漫长的诉讼程序之后，百度日本于2008年7月10日正式获得Baidu.co.jp域名所有权，并于2008年7月31日起正式启用。